# 東串良駅
東串良駅（ひがしくしらえき）は、鹿児島県肝属郡東串良町池之原にかつて設置されていた、日本国有鉄道（国鉄）大隅線の駅（廃駅）である。大隅線の廃止に伴い、1987年（昭和62年）3月14日に廃駅となった。

## 歴史
- 1935年（昭和10年）10月28日：一般駅として開業[1]。
- 1978年（昭和53年）10月2日：専用線を除く貨物の営業を廃止[1]。
- 1979年（昭和54年）1月20日：専用線の貨物取り扱いを廃止[1]。
- 1984年（昭和59年）2月1日：荷物扱い廃止[1]。
- 1985年（昭和60年）3月14日：交換設備を廃止し、無人駅化[2]。
- 1987年（昭和62年）3月14日：大隅線の全線廃止に伴い、廃駅となる[1]。

## 駅構造
- 東串良町の中心駅であった。
- 木造駅舎と島式ホーム（片面使用）1面1線、数本の側線を有していたが、無人化以前は島式ホーム1面2線を有する列車交換が可能な駅であった。

## 駅周辺

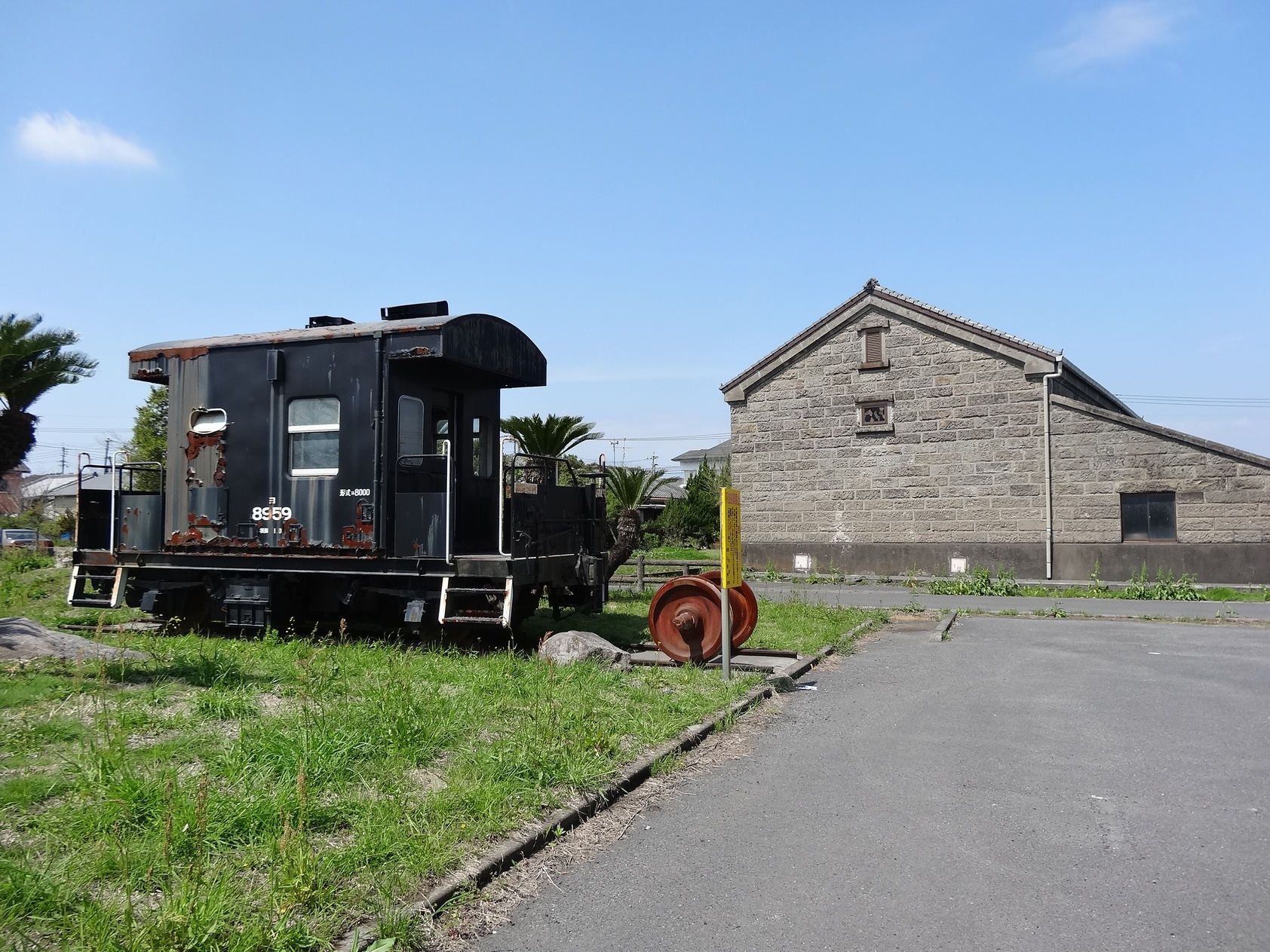
2013年時点の駅跡（ヨ8959が置かれていた）

- 東串良町立池之原小学校

## 隣の駅
日本国有鉄道
大隅線
三文字駅 - 東串良駅 - 串良駅